# Apha arisana
Apha arisana är en fjärilsart som beskrevs av Matsumura 1927. Apha arisana ingår i släktet Apha och familjen Eupterotidae. Inga underarter finns listade i Catalogue of Life.

## Bildgalleri

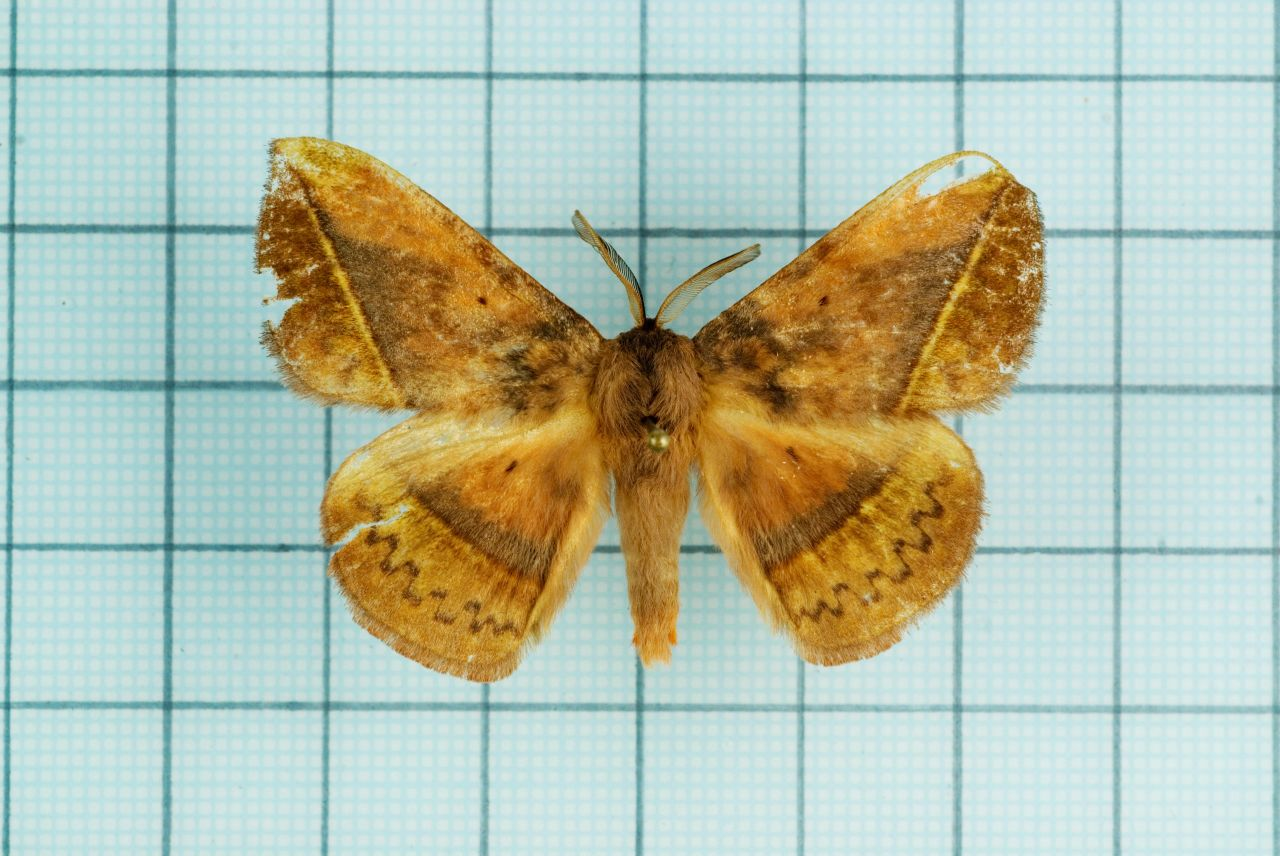
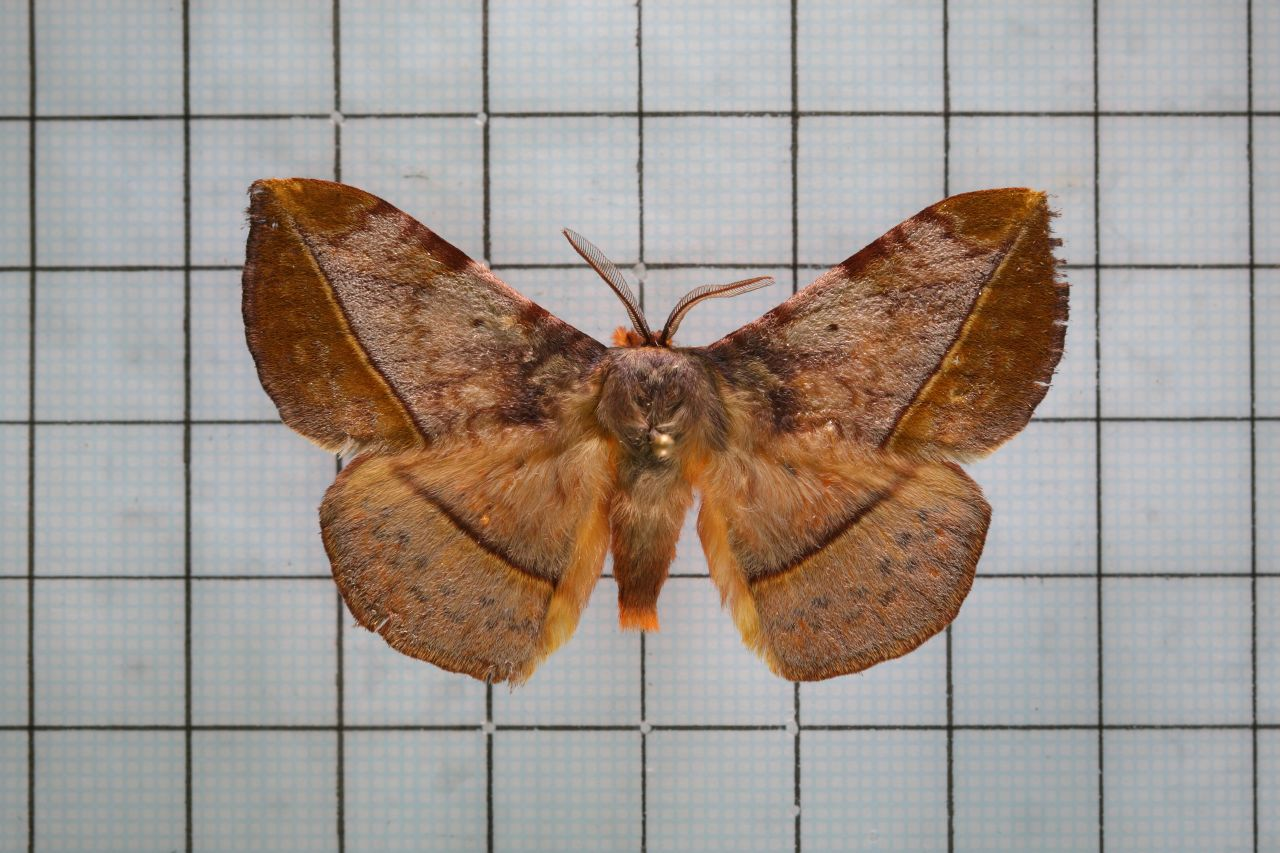
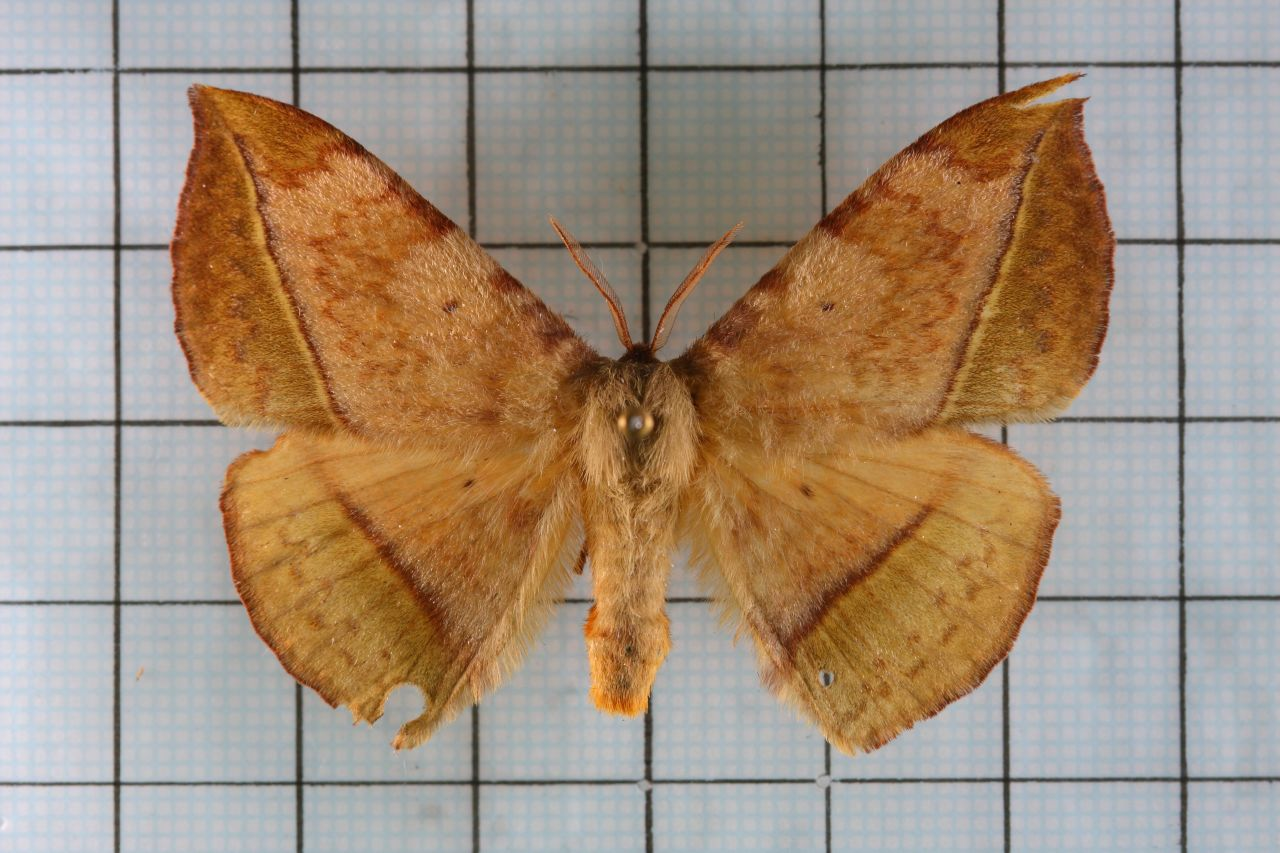
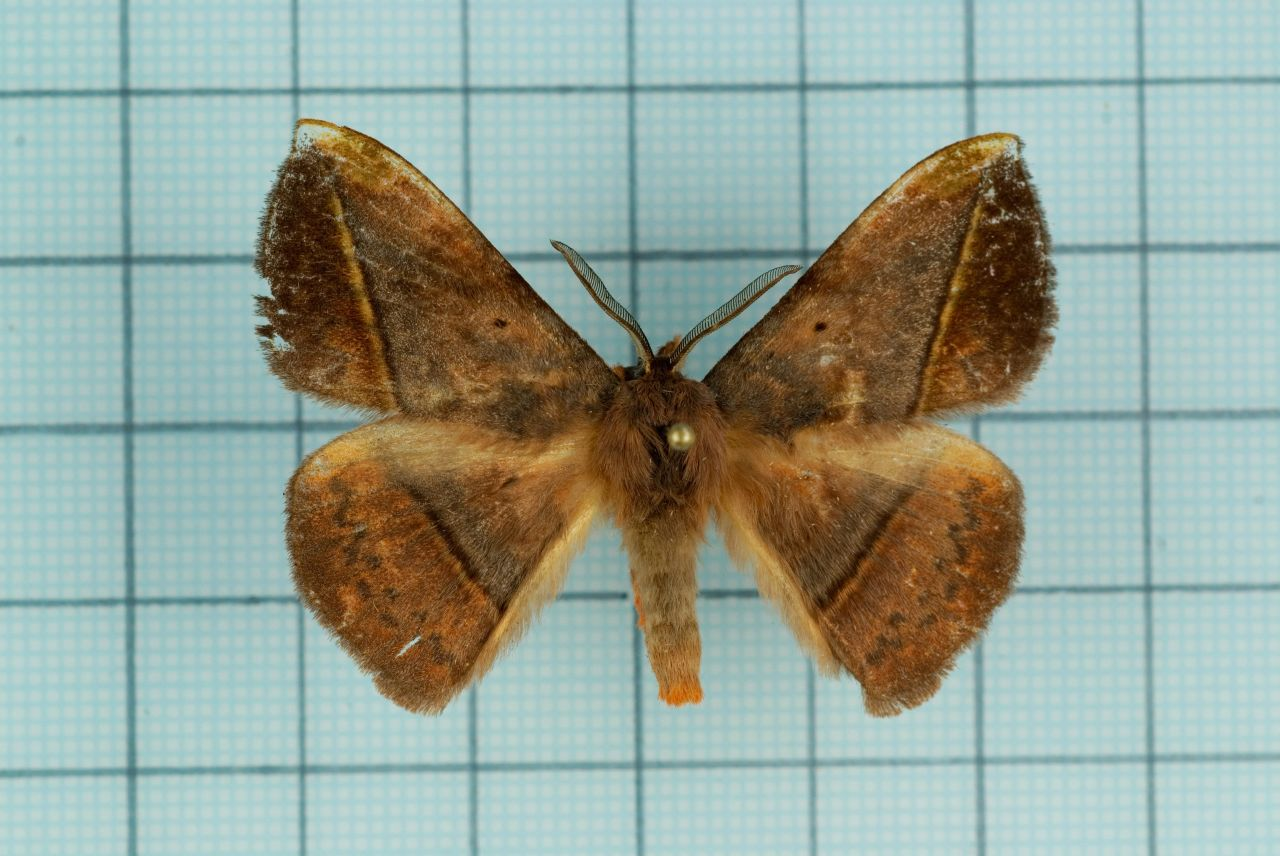
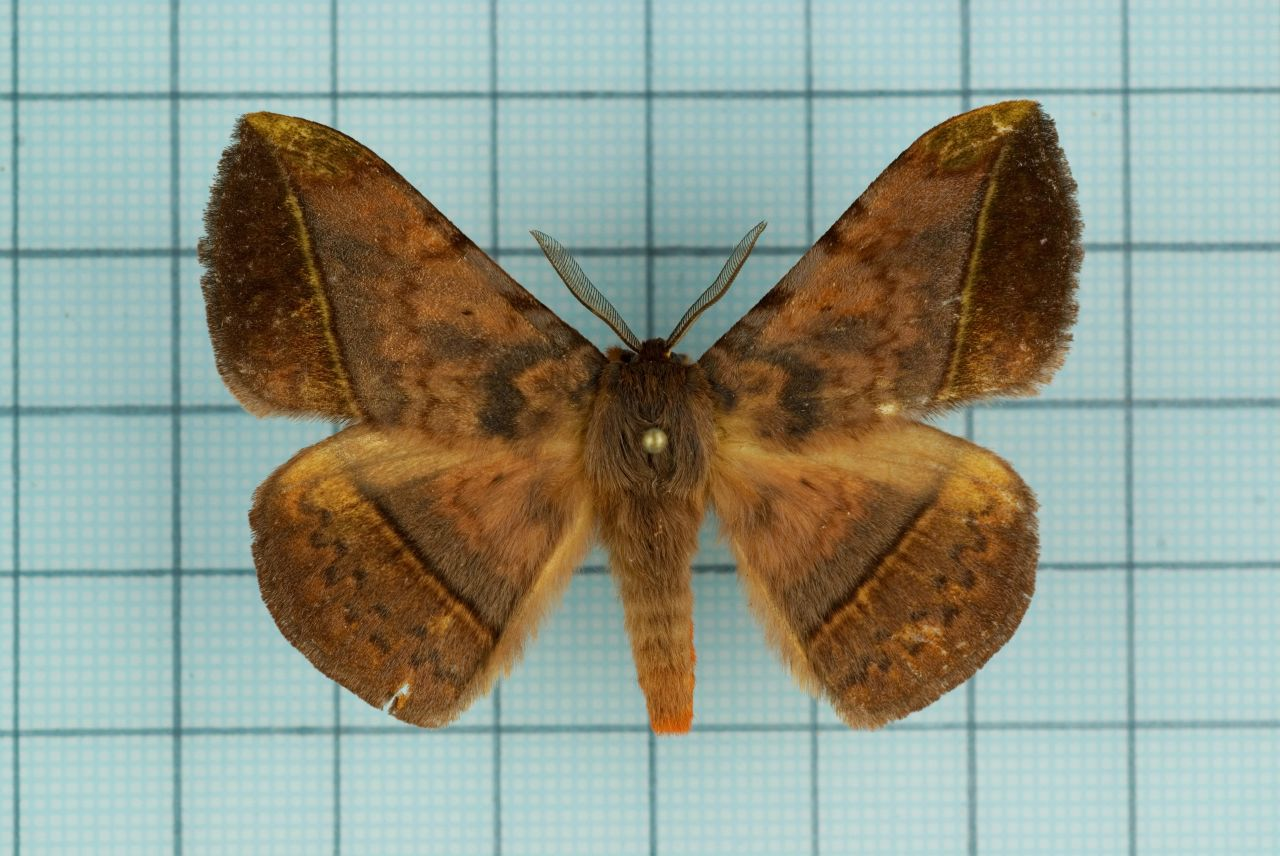